# Myosorex sclateri
Myosorex sclateri је сисар из реда Eulipotyphla и породице ровчица (лат. Soricidae). 

## Распрострањење
Јужноафричка Република је једино познато природно станиште врсте.

## Станиште
Врста Myosorex sclateri има станиште на копну.

## Угроженост
Ова врста је на нижем степену опасности од изумирања, и сматра се скоро угроженим таксоном.

### Популациони тренд
Популација ове врсте се смањује, судећи по расположивим подацима.